# Светъл пример
„Светъл пример (филмов фейлетон)“ е български телевизионен игрален филм от 1976 година на режисьора Иван Андонов, по сценарий на Александър Миланов. Оператор е Емил Вагенщайн. Художник е Иван Андонов. Музиката е на Георги Генков.

## Актьорски състав
- Евстати Стратев – директорът на завода Белодонев
- Георги Русев – директорът на техникума Димов
- Надя Тодорова – Михайлова, секретарката на Димов в техникума
- Никола Тодев – бригадирът бай Спиро Варадинов
- Пепа Николова – Венчето, секретарката на Белодонев
- Велко Кънев – Анто П. Антов
- Леда Тасева – учителката Гърбалова
- Веселин Борисов – съобразителният учител
- Илка Зафирова – войствената учителка
- Мария Карел – учителката майка
- Румяна Бочева
- Александър Палиев
- Владимир Русинов
- Васил Спасов – тъжният учител
- Данаил Ангелов
- Петър Добрев
- Вихър Стойчев – работник
- Тодор Близнаков
- Нина Арнаудова – мадамата на Анто П. Антов
- Йордан Ковачев
- Йорданка Любенова
- Петър Сърданов
- Банко Банков – работник (не е посочен в надписите на филма)

и др.